# Grande fontaine d'Igny
La grande fontaine d'Igny est une fontaine située à Igny, en France.

## Localisation
La fontaine est située sur la commune d'Igny, dans le département français de la Haute-Saône.

## Historique
La fontaine a été édifiée en 1849 et 1852 d'après les plans de l'architecte Christophe Colard.
L'édifice est inscrit au titre des monuments historiques en 1990.